# Akodon albiventer
Espèce
Synonymes
- Akodon (Akodon) albiventer Thomas, 1897[2]
- Akodon berlepschii Thomas, 1898[3]

Statut de conservation UICN

 LC  : Préoccupation mineure
Akodon albiventer est une espèce de rongeurs de la famille des Cricetidae vivant en Amérique du Sud.

## Répartition et habitat
Cette espèce est présente au Pérou, en Bolivie, en Argentine et au Chili. Elle vit dans les praires et zones ouvertes de montagne entre 2 400 et 5 000 m d'altitude.

## Description
L'holotype de Akodon albiventer, une femelle, mesure 87 mm (tête et corps) et présente une queue de 67 mm. Sa teinte générale est gris pâle avec des poils présentant des pointes brunes ou simplement chamois. Sa fourrure est peu épaisse (7-8 mm sur le dos). Son ventre est blanc.

## Étymologie
Son nom spécifique, du latin alba, « blanc », et venter, « ventre », lui a été donné en référence à la teinte de son abdomen.

## Publication originale
- (en) Oldfield Thomas, « On some small mammals from Salta, N. Argentina », Annals and Magazine of Natural History, Londres, Taylor & Francis, vol. 20, no 116,‎ août 1897, p. 214–218 (ISSN 0374-5481, OCLC 1481361, DOI 10.1080/00222939708680615, lire en ligne).